# Pierre-Amédée Zédé
Pour les articles homonymes, voir Zédé.
Pierre-Amédée Zédé (Périgueux, 20 octobre 1791-Paris, 7 janvier 1863), est un ingénieur militaire français, père d'Émile et de Gustave. 

## Biographie
Il entre à l'École polytechnique en novembre 1809 et choisit le génie maritime. Il devient alors élève à l’École d'application d'Anvers (octobre 1811), sert dans ce port avant d'être nommé, en février 1813, à la Grande Armée comme lieutenant au 2e bataillon d'ouvriers de marine. Il participe alors aux batailles de Lutzen, de Bautzen, de Dresde et de Leipzig puis passe à la garnison de Torgau où il se fait remarquer lors du siège de la ville mais est fait prisonnier au moment de la capitulation (10 janvier 1814). 
Ingénieur à Lorient (août 1814) puis à Brest (janvier 1816), sous-ingénieur de 2e classe (août 1816), il embarque sur la Flore (1817) dans la division expédiée pour la reprise de possession de la Guyane. 
En 1821, il est chargé de l'exploitation des forêts de Corse. Sous-ingénieur de 1re classe (avril 1823), il devient directeur des forêts en Avignon puis sous-directeur du Service forestier de la vallée de la Seine (1824). 
A la fin de l'année 1827, il est chargé de constituer au Musée du Louvre un musée de la Marine et en reçoit la conservation. Zédé effectue alors de nombreuses missions dans les ports pour y recueillir des maquettes anciennes. Au printemps 1830, il voyage en Angleterre avec mission d'y affréter des bâtiments à vapeur destinés à l'expédition d'Alger. 
Il accompagne ensuite, après les journées de juillet, Charles X à Cherbourg et est promu ingénieur de 2e classe en septembre. Il entre en février 1831 au Conseil des travaux. Maître des requêtes au Conseil d’État, capitaine de la garde nationale de Paris, il participe à la répression de l'insurrection de juin 1832 puis, en 1834, est chargé de la préparation d'un projet de règlement sur la navigation à vapeur et ainsi accomplit de nombreuses missions dans les ports. 
Ingénieur de 1re classe (janvier 1835), secrétaire du Conseil des travaux, il quitte en janvier 1842 la Marine pour devenir préfet de l'Eure puis de l'Aube (décembre 1845) et de la Loire (janvier-décembre 1847). Il réintègre alors la Marine comme directeur des ports mais, malade, doit quitter ces fonctions en septembre 1848. 
Directeur des constructions navales à Cherbourg (octobre 1850), membre du Conseil d'amirauté (décembre), il prend sa retraite en octobre 1856.
Il meurt à son domicile, 107 rue de Grenelle dans le 7e arrondissement de Paris le 7 janvier 1863.

## Distinctions
- Chevalier (18 août 1814), officier (6 janvier 1834) puis commandeur de la Légion d'Honneur (13 décembre 1845)[3].